# Serra do Inácio Dias
Serra do Inácio Dias ou Morro do Inácio Dias, é um acidente geográfico localizado entre os bairros Quintino Bocaiuva  Cascadura, Praça Seca e Tanque. Em 2007, foi atingido por um incêndio, que atingiu aproximadamente 30 mil metros quadrados, equivalente a 3 campos de futebol. 
Em suas partes mais baixas estão situadas várias favelas, entre as quais as do Complexo Lemos de Brito
Seu ponto culminante é o Morro do Inácio Dias com 450 metros de altitude..